# Mario Scirea
Mario Scirea (ur. 7 sierpnia 1964 w Oltre il Colle) – włoski kolarz szosowy, dwukrotny medalista mistrzostw świata.

## Kariera
Pierwszy sukces w karierze Mario Scirea osiągnął w 1986 roku, kiedy wspólnie z Flavio Vanzellą, Massimo Podenzaną i Erosem Polim zdobył srebrny medal w drużynowej jeździe na czas na mistrzostwach świata w Colorado Springs. Na rozgrywanych rok później mistrzostwach świata w Villach Włosi w składzie: Roberto Fortunato, Eros Poli, Mario Scirea i Flavio Vanzella zwyciężyli w tej samej konkurencji. W 1988 roku wystartował na igrzyskach olimpijskich w Seulu, gdzie drużynowo był piąty. Wielokrotnie startował w Giro d'Italia, najlepszy wynik osiągając w 2000 roku, kiedy zajął 56. miejsce w klasyfikacji generalnej. Zajął także 98. miejsce w Tour de France w 1995 roku i kilkakrotnie startował w Vuelta a España, ale ani razu nie uplasował się w czołowej "100". W 2004 roku zakończył karierę.